# Сцена

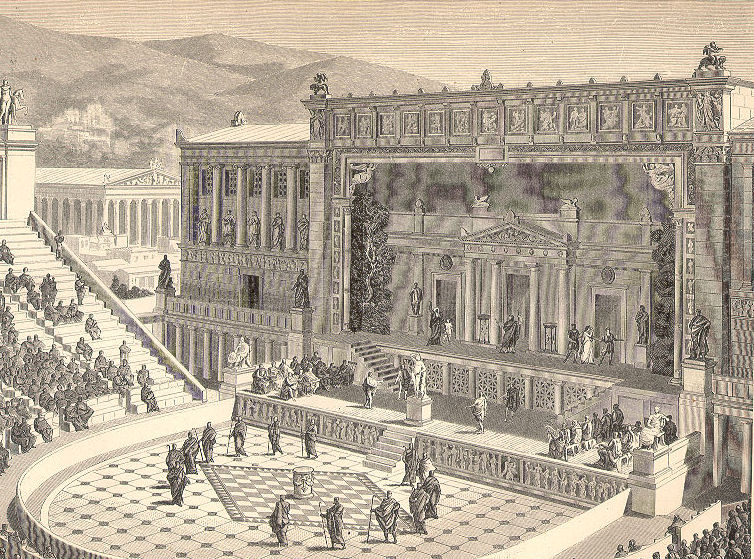
Сцена театру Діоніса в Афінах у добу Римської імперії.

Сце́на (грец. σκηνή) або кін, театральні підмостки — спеціальний майданчик, підвищений над підлогою, землею, на якому відбуваються концерти, вистави тощо. У переносному сенсі сценою називається і сам театр, театральне мистецтво, театральна діяльність.

## Історія

### У Стародавній Греції
Слово сцена походить від дав.-гр. σκηνή, скене, що буквально означає намет, шатро, де первісно актори готувалися до вистави. Сама вистава відбувалася в тій частині театру, яка мала назву орхестра.
Розвиток театру і театральної архітектури вплинув на зміни сцени. Вона стала помостом, відкритим в бік глядачів. А її задня частина приймає вигляд архітектурної споруди в декілька ярусів і виконує роль і декорації, і споруди, яку використовують в ході вистав.
Споруду першої сцени пов'язують з діяльністю Есхіла. З 5 століття до н. е. сцену облямовували бічними вежами — проскеніями. Вони посилювали акустику і направляли звук в бік глядачів.
У ході історії ця частина сцени страждала найбільше і часто збереглася у вигляді руїн. В давньогрецькому театрі це — найдекоративніша частина з колонами, нішами, мармуровими статуями. Між колонами проскенія розміщали тодішні декорації, мальовані на полотні.

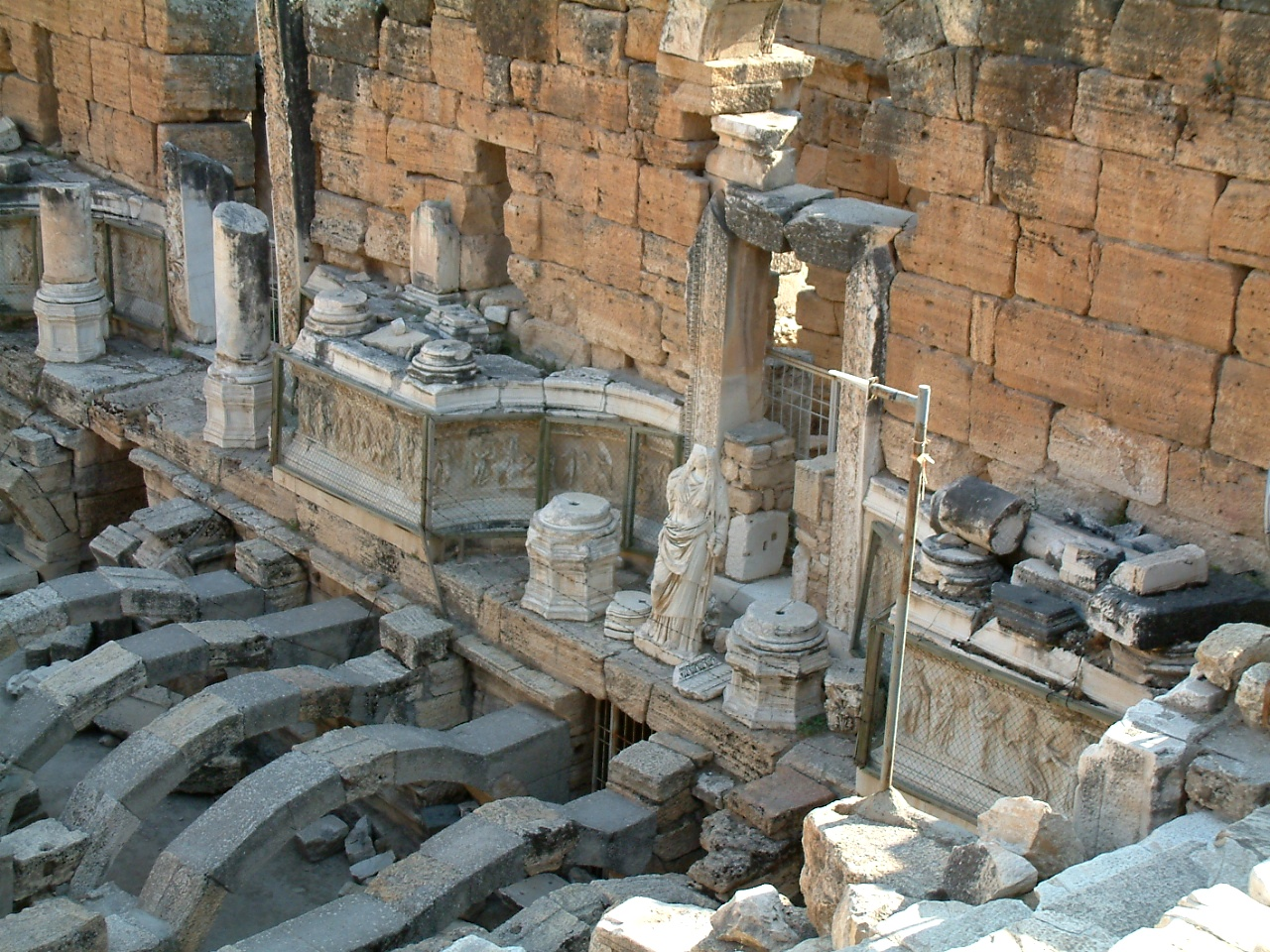
Конструктивні арки підлоги сцени, античний театр в Ієраполісі, Туреччина
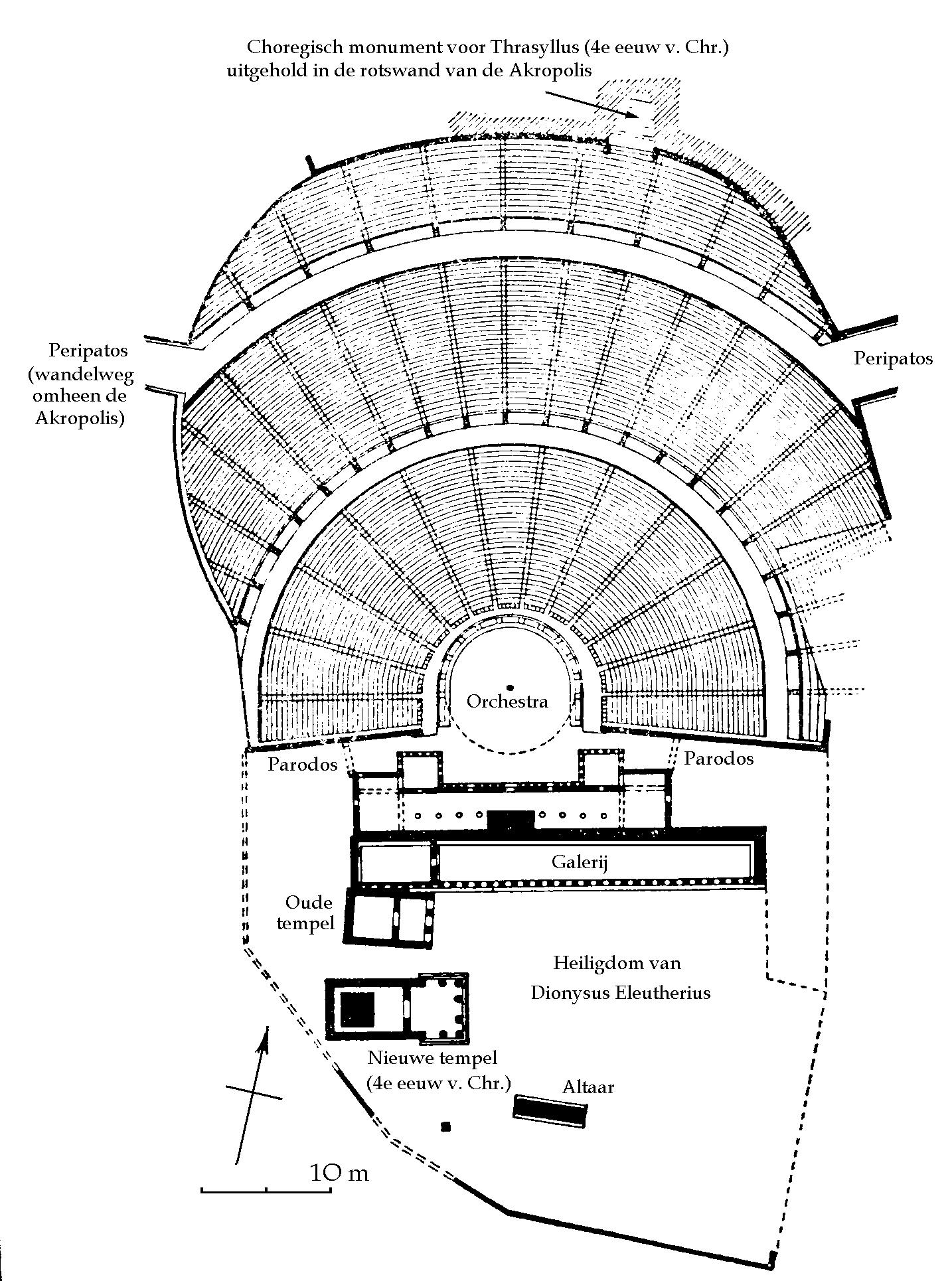
Розпланування античного театру Діоніса у Афінах і план сцени
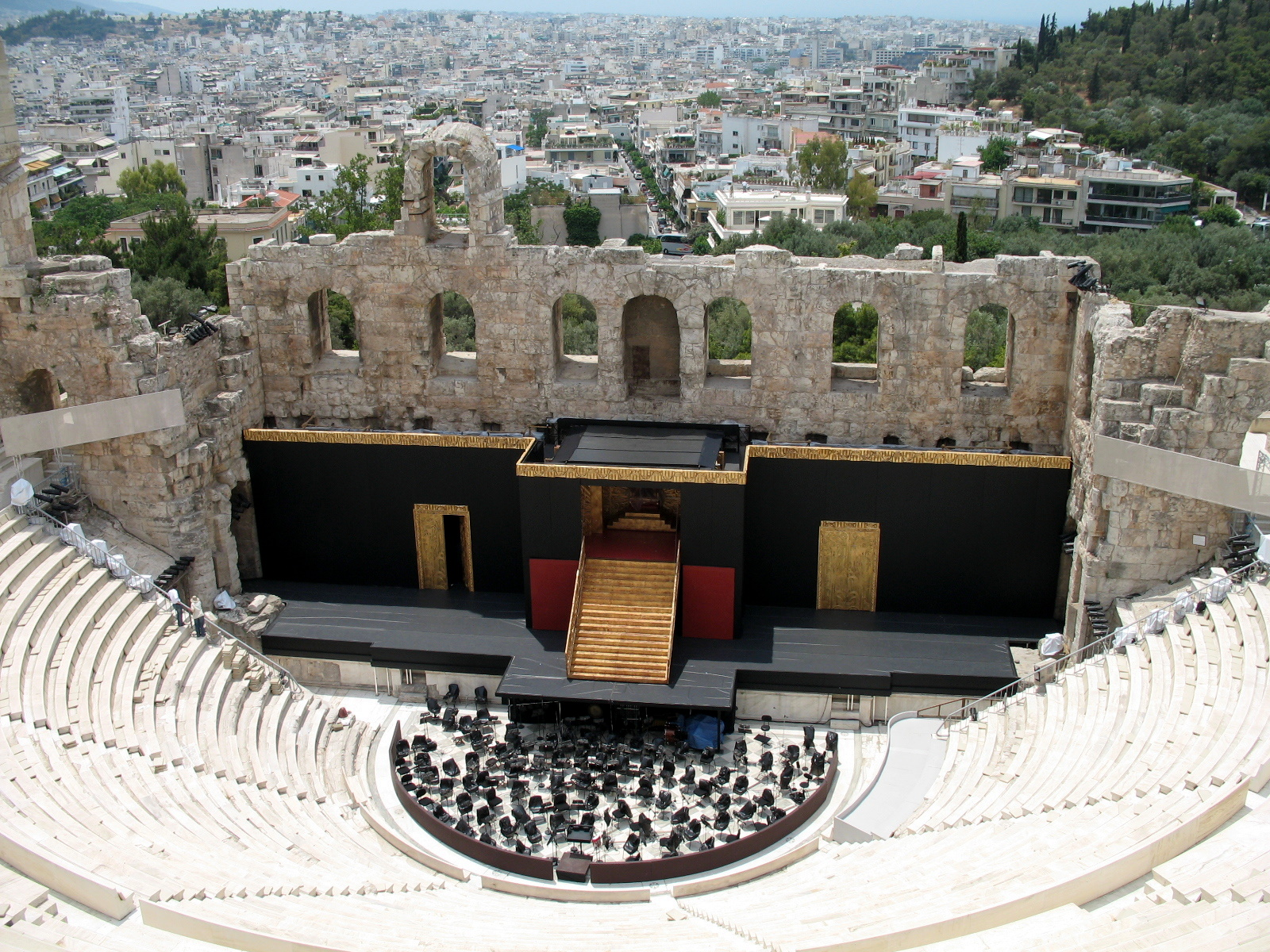
Сцена одеону Іроду Аттичного, Афіни, сучасне використання
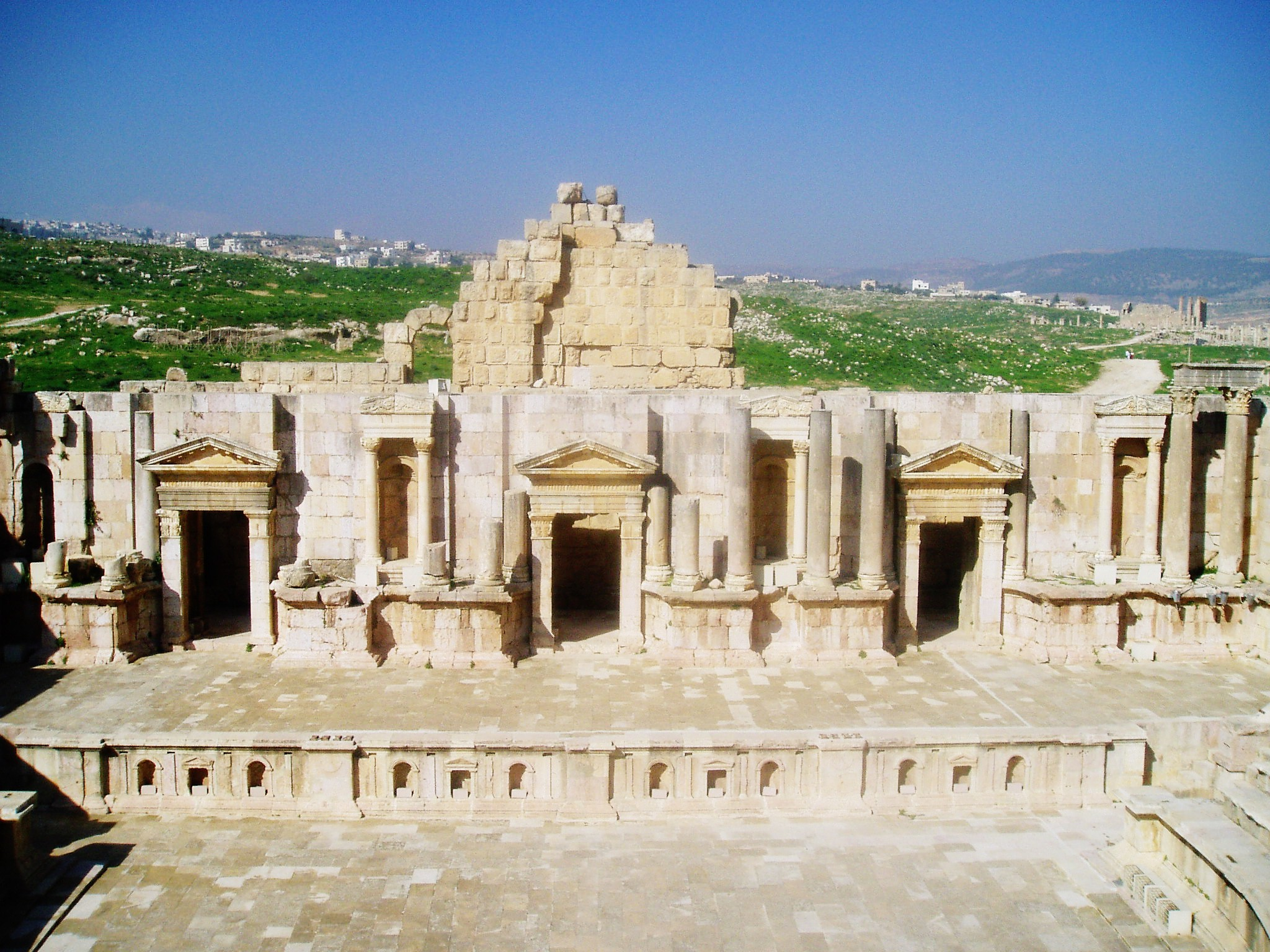
Сцена театру в місті Ґераш, Йорданія

### В Стародавньому Римі

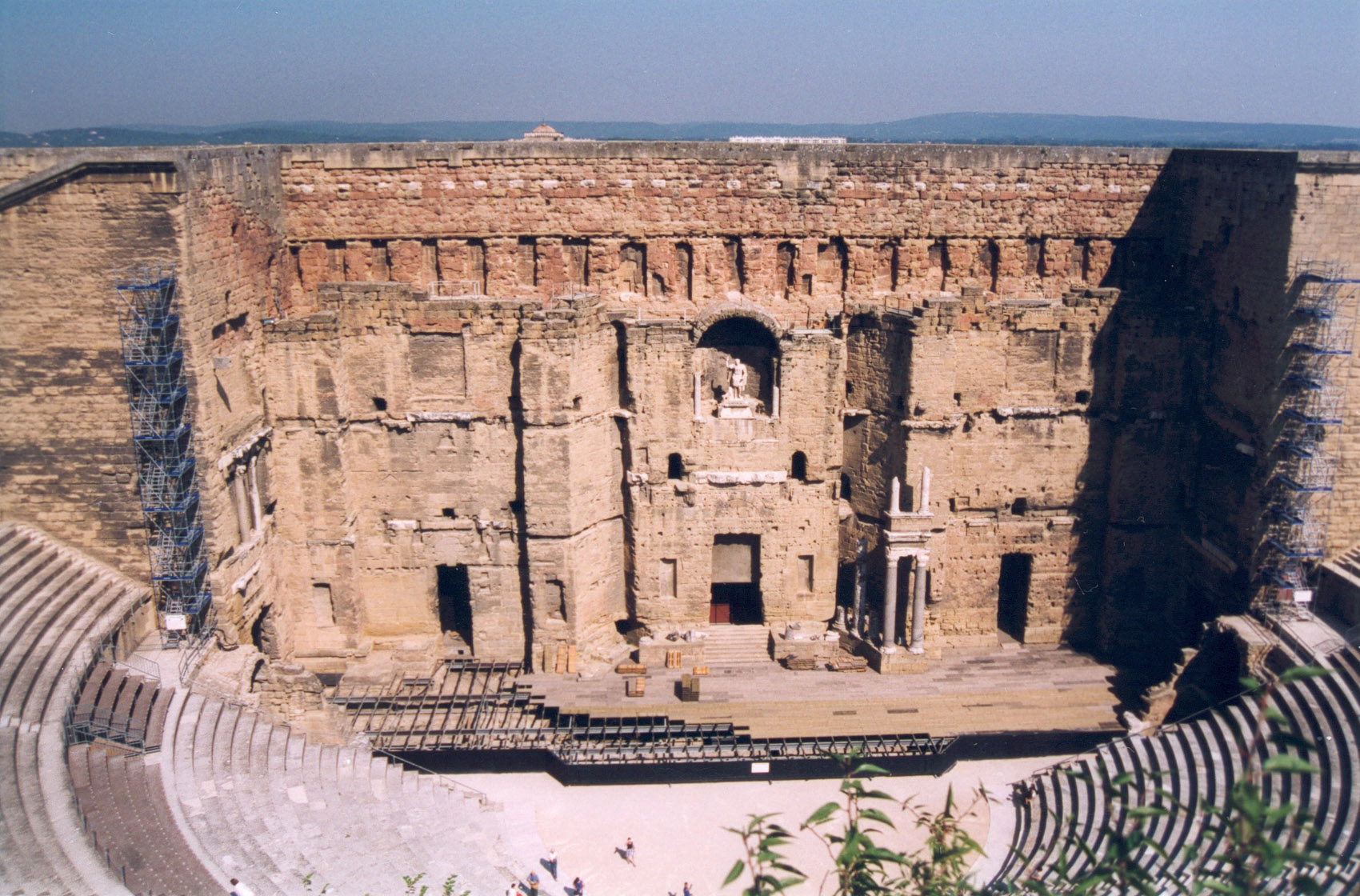
Вигляд сцени в римському театрі міста Араузіон(нині місто Оранж, сучасна Франція, на 2005 рік

Театр римських часів в місті Араузіон (нині місто Оранж, сучасна Франція), належить до найбільш випадково збережених. Фасад сцени в ньому простягся на 103 метри. Добре збереглася і архітектурна декорація заднього плану. В головних рисах театр і сцена Римської імперії копіювали грецькі зразки. Але престижними вважалися не театри, а цирки, де виступали гладіатори. С цього приводу логічним є побудова Колізею в Римі, циркового амфітеатру для гладіаторських боїв і боїв з дикими тваринами, а не нового театру. Пішло значне розгалуження цих різновидів сценічного мистецтва і за метою, і за архітектурою.

### Сцена в добу маньєризму і бароко

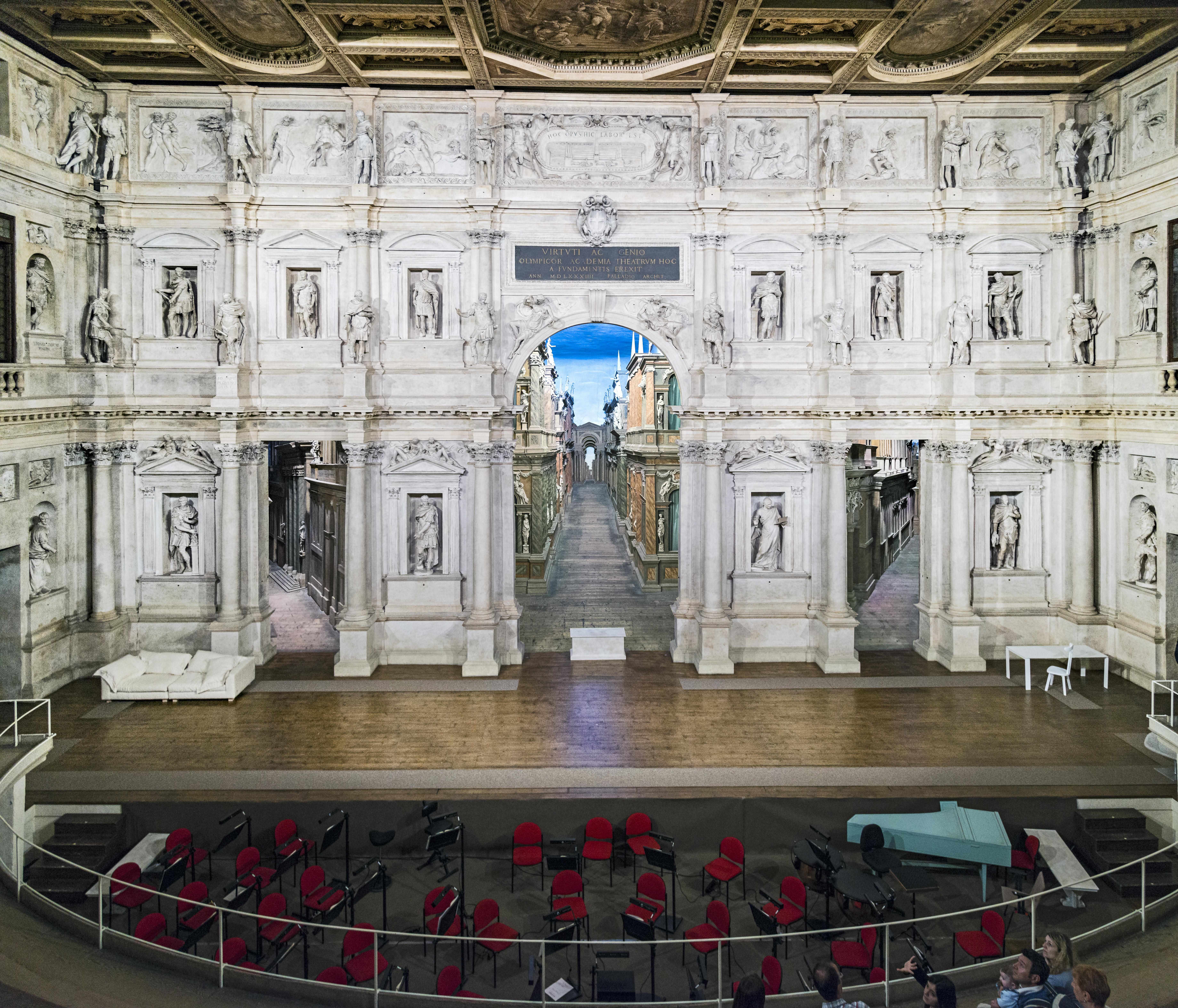
Сцена театру Олімпіко, архітектор А. Палладіо, місто Віченца, вересень 2007 року.

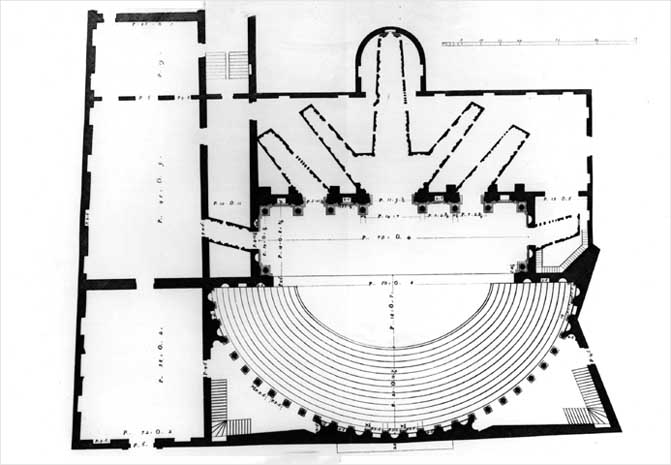
Фіксаційний план театру Олімпіко в Віченці з пізньою добудовою ліворуч, 1776 рік.

Театральна культура на зразок античної після середньовіччя відродилася в Італії. Театр став окремим приміщенням-залом в палаці з використанням даху, що дало змогу проводити концерти і вистави в негоду.
Класичним зразком театру і сцени в ньому став театр Олімпіко, побудований архітектором Андреа Палладіо в місті Віченца. Глядацька зала мала вигляд античного амфітеатру, а сцена займала майже половину театральної будівлі. Її декор мав вигляд вулиць ідеального міста з діагональним розташуванням перспектив. Завершив будівництво театру Олімпіко учень Палладіо — Вінченцо Скамоцці. Театральне приміщення Олімпіко стало зразком для побудови перших критих театрів в Італії, це
- театр Саббіонета (архітектор В. Скамоцці)
- театр Фарнезе в місті Парма (архітектор Дж. Б. Алеотті).

Саме в Італії виникає сучасна глибинна сцена. Сцена копіювала складові частини давньоримського театру, але ще не використовувала театральну завісу. Пожежі в театральних будівлях, де широко використовували дерево, пізніше викликали появу завіс, що відокремлювали глядацьку залу від сцени. Трохи згодом протипожежні завіси стали робити з використанням заліза, а самих завіс стало декілька.

### Сцена як музейний експонат

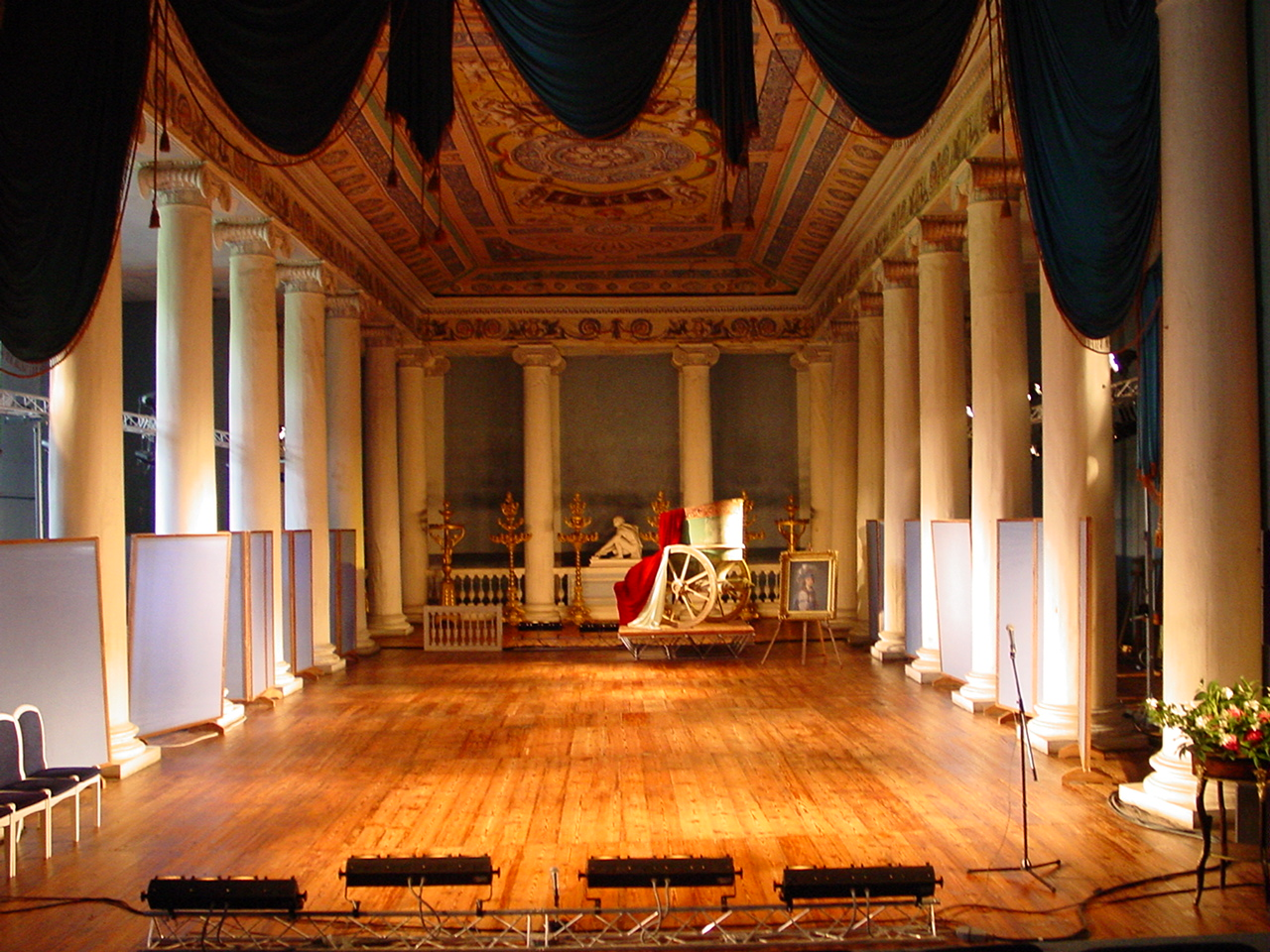
Театральна сцена 18 століття — експонат музею-садиби Останкіно, Москва.

В 20 столітті дбайливого ставлення дочекалися старі театральні споруди. Частка їх реконструйована, а частка законсервована. До випадково збережених старих театральних споруд (зі сценами) колишньої Російської імперії належать
- театр просто неба в садибі Кусково
- театр в садибі Архангельське
- театр палацу Юсупова, Санкт-Петербург
- Ермітажний театр, Санкт-Петербург
- театр палацу Останкіно тощо.

До найзбереженіших відноситься театр в палаці Останкіно, де частково збереглися навіть театральна машинерія XVIII століття. Головним же експонатом палацу стала сама театральна сцена кінця 18 століття.

### Сучасний устрій сцени
- Сценічна коробка
- Портрал сцени, її фасад, повернутий в глядацьку залу
- Дзеркало сцени, тобто її отвір, де розміщають завіси
- Трюм під підлогою сцени, куди при необхідності зникають актори в ході вистави
- Голосники зверху, куди піднімають протипожежну та інші завіси
- Кишені сцени, тобто бічні її заглибини, прикриті лаштунками
- Робочі галереї для розташування освітлювальних приладів, пультів управління
- Підлога сцена повинна мати невеликий ухил в бік глядацької зали
- Підлога сцена може мати поворотне коло для швидкої зміни декорацій під час вистав тощо.